# (218) Bianca
Pour les articles homonymes, voir Bianca.
(218) Bianca est un astéroïde de la ceinture principale découvert par Johann Palisa le 4 septembre 1880.